# Rafaela Serrano Rodríguez
Rafaela Serrano Rodríguez (Fernán Núñez, Córdoba, 6 de febrero de 1862 – La Habana,  1 de abril de 1938) fue una pianista y concertista española afincada en Cuba, donde fue profesora del Conservatorio Nacional de Música y una de sus principales pedagogas musicales.

## Biografía
Nació en una pequeña localidad cordobesa y estudió en el Conservatorio de Madrid, iniciando en 1976 sus estudios musicales como discípula de Dámaso Zabalza. Fue una discípula destacada y llegó a ocupar la cátedra de Zabalza de forma interina. y consiguió los premios de Piano (1879) y Armonía (1880), siendo la única alumna elegida por Valentín de Zubiaurre para formar parte de la clase de conjunto instrumental. También en 1880 acompañó a Pablo Sarasate en su concierto para la Sociedad de Escritores de Madrid. Tras dedicarse un tiempo como concertista decidió ir a La Habana para perfeccionarse con Nicolás Ruiz Espadero, gran figura del piano cubano, hijo de la también pianista gaditana Dolores Espadero. 
Sus primeros conciertos fueron en el Casino Español y en el Círculo Habanero, y poco después se desempeñó como profesora del Conservatorio Nacional de Música, ocupando las cátedras de piano y armonía. Tras la fundación del Conservatorio del Vedado por el pianista, compositor y pedagogo holandés Hubert de Blanck Valet, ella se ocupó de dirigirlo hasta su jubilación en 1928.
Sus obras tuvieron gran repercusión en la formación de los músicos cubanos. El manual Teoría razonada de la música fue uno de los libros de texto oficiales del Conservatorio Nacional durante muchos años. En cuanto a los dos volúmenes de Cantos Escolares, fueron durante años utilizados para el uso en las escuelas públicas infantiles. Desgraciadamente sus composiciones para piano no se conservaron. 
Fue fundadora y Socia de Honor de la Sociedad de Conciertos (1886) y fundadora de la sociedad Solidaridad Musical y socia de la Liga Musical Cubana y de la Orquesta Sinfónica de La Habana, entidades más representativas de la cultura musical cubana de fines del XIX y principios del XX. 
Siendo su pedagogía y habilidad concertista tan importantes en Cuba, sin embargo no ocurrió lo mismo con la historiografía musical española, que no la ha tenido en cuenta.